# Mopaliidae
Famille
Les Mopaliidae sont une famille de mollusques polyplacophores marins de la classe des polyplacophores.

## Historique
La famille des Mopaliidae est décrite en 1889 par William Healey Dall,. 

## Liste des sous-familles et genres
(9 mars 2025).
Selon BioLib (20 mars 2019) :
- genre Amicula Gray, 1847
- genre Boreochiton G.O. Sars, 1878
- genre Dendrochiton Berry, 1911
- genre Gallardoia Sirenko, 2007
- genre Katharina Gray, 1847
- genre Mopalia Gray, 1847
- genre Mopaliella Thiele, 1909
- genre Placiphorella Carpenter in Dall, 1879
- genre Placiphorina Kaas & Van Belle, 1994
- genre Placophoropsis Pilsbry, 1893
- genre Plaxiphora Gray, 1847

Selon Catalogue of Life (20 mars 2019) :
- genre Amicula
- genre Cryptochiton
- genre Dendrochiton
- genre Gallardoia
- genre Katharina
- genre Mopalia
- genre Nuttallochiton
- genre Placiphorella
- genre Placiphorina
- genre Plaxiphora

Selon ITIS (20 mars 2019) :
- genre Amicula Gray, 1847
- genre Katharina Gray, 1847
- genre Mopalia Gray, 1847
- genre Placiphorella Dall, 1879
- genre Placiphorina Kaas & Van Belle, 1993
- genre Plaxiphora Gray, 1847

Selon NCBI (20 mars 2019) :
- genre Amicula
- genre Boreochiton
- genre Cryptochiton
- genre Dendrochiton
- genre Katharina
- genre Mopalia
- genre Nuttallochiton
- genre Placiphorella
- genre Plaxiphora
- genre Tonicella

Selon Paleobiology Database (20 mars 2019) :
- genre Amicula
- sous-famille des Heterochitoninae
- genre Katharina
- sous-famille des Katharininae
- genre Mopalia
- sous-famille des Mopaliinae
- genre Placiphorella
- genre Plaxiphora

Selon World Register of Marine Species (20 mars 2019) :
- sous-famille des Cryptochitoninae Pilsbry, 1893
- sous-famille des Katharininae Jakovleva, 1952
- sous-famille des Mopaliinae Dall, 1889
- genre Placophoropsis Pilsbry, 1893
- genre Poneroplax Iredale, 1914

Selon World Register of Marine Species (20 mars 2019) :
- genre Amicula Gray, 1847
- genre Cryptochiton Middendorff, 1847
- genre Dendrochiton Berry, 1911
- genre Gallardoia Sirenko, 2007
- genre Katharina Gray, 1847
- genre Mopalia Gray, 1847
- genre Mopaliella Thiele, 1909
- genre Nuttallochiton Plate, 1899
- genre Placiphorella Dall, 1879
- genre Placiphorina Kaas & Van Belle, 1994
- genre Placophoropsis Pilsbry, 1893
- genre Plaxiphora Gray, 1847
- genre Poneroplax Iredale, 1914

### Publication originale
- [1889] (en) Dall, W.H., « Reports on the results of dredging, under the supervision of Alenxander Agassiz, in the Gulf of Mexico (1877-78) and in the Caribbean Sea (1879-80) ... XXIX. Report on the Mollusca. Part 2, Gastropoda and Scaphopoda », Bulletin of the Museum of Comparative Zoology, Harvard University, vol. 18,‎ 1889, p. 416.